# Distrito de Steinburg
El Distrito de Steinburg (en alemán: Kreis Steinburg) es un Landkreis (distrito) del estado federal de Schleswig-Holstein (Alemania). El distrito pertenece a la Región Metropolitana de Hamburgo y tiene como capital a Itzehoe.

## Geografía
El distrito de Steinburg limita al norte con el distrito de Rendsburg-Eckernförde, al este es fronterizo con el distrito de Segeberg, al sudeste con el distrito de Pinneberg, al sudoeste con el r ío Elba y con el estado federal de Baja Sajonia (con ciudades diversas de este estado o lo que se denomina en la región como Landkreis Stade) y al oeste con el canal de Kiel, marcando de forma natural la frontera con el distrito de Dithmarschen.

## Historia
El nombre distinto que posee este distrito se debe en parte al castillo medieval existente en el territorio y que se denomina castillo de Steinburg, lugar donde se ubcaron los duques de Holstein. Este castillo fue mencionado por primera vez en el año 1307, y fue abandonado y demolido en el año 1630. Sin embargo, Steinburg permaneció en el nombre de la región a pesar de trasladar toda la actividad administrativa del distrito a la ciudad de Itzehoe.

## Composición de distrito
(Habitantes a 30 de junio de 2005)
| Municipios/ciudades libres de Amt                              | Municipios/ciudades libres de Amt                              |
| -------------------------------------------------------------- | -------------------------------------------------------------- |
| - 1. Glückstadt, ciudad (11.921) - 2. Itzehoe, ciudad (33.285) | - 3. Kellinghusen, ciudad (8.024) - 4. Wilster, ciudad (4.444) |

Unión de municipios/ciudades con Amt
| Posición de la administración del Amt * | | |
| - 1. Amt Breitenburg 1. Breitenberg (390) 2. Breitenburg * (1061) 3. Kollmoor (35) 4. Kronsmoor (192) 5. Lägerdorf (2.756) 6. Moordiek (123) 7. Moordorf (16) 8. Münsterdorf (1.948) 9. Oelixdorf (1.709) 10. Westermoor (371) - 2. Amt Herzhorn 1. Blomesche Wildnis (724) 2. Borsfleth (824) 3. Engelbrechtsche Wildnis (911) 4. Herzhorn * (1.067) 5. Kollmar (1.774) 6. Krempdorf (262) 7. Neuendorf b. Elmshorn (920) - 3. Amt Hohenlockstedt 1. Hohenlockstedt * (6.304) 2. Lockstedt (183) 3. Lohbarbek (753) 4. Schlotfeld (232) 5. Silzen (172) 6. Winseldorf (313) - 4. Amt Horst 1. Altenmoor (273) 2. Hohenfelde (957) 3. Horst (Holstein) * (5.165) 4. Kiebitzreihe (2.290) 5. Sommerland (856) | - 5. Amt Itzehoe-Land (Sitz: Itzehoe) 1. Bekdorf (93) 2. Bekmünde (153) 3. Drage (260) 4. Heiligenstedten (1.675) 5. Heiligenstedtenerkamp (740) 6. Hodorf (232) 7. Hohenaspe (2.121) 8. Huje (282) 9. Kaaks (418) 10. Kleve (617) 11. Krummendiek (84) 12. Mehlbek (452) 13. Moorhusen (98) 14. Oldendorf (1.164) 15. Ottenbüttel (755) 16. Peissen (332) - 6. Amt Kellinghusen-Land (Sitz: Kellinghusen) 1. Auufer (134) 2. Brokstedt (2.175) 3. Fitzbek (387) 4. Hennstedt (583) 5. Hingstheide (76) 6. Mühlenbarbek (340) 7. Oeschebüttel (218) 8. Poyenberg (403) 9. Quarnstedt (419) 10. Rade (103) 11. Rosdorf (385) 12. Sarlhusen (498) 13. Störkathen (101) 14. Wiedenborstel (5) 15. Willenscharen (159) 16. Wittenbergen (180) 17. Wrist (2.476) 18. Wulfsmoor (370) - 7. Amt Krempermarsch 1. Bahrenfleth (606) 2. Dägeling (1.016) 3. Elskop (157) 4. Grevenkop (348) 5. Krempe, Stadt * (2.447) 6. Kremperheide (2.547) 7. Krempermoor (530) 8. Neuenbrook (688) 9. Rethwisch (618) 10. Süderau (792) | - 8. Amt Schenefeld 1. Aasbüttel (113) 2. Agethorst (202) 3. Besdorf (248) 4. Bokelrehm (156) 5. Bokhorst (138) 6. Christinenthal (57) 7. Gribbohm (489) 8. Hadenfeld (111) 9. Holstenniendorf (420) 10. Kaisborstel (85) 11. Looft (381) 12. Nienbüttel (151) 13. Nutteln (296) 14. Oldenborstel (130) 15. Pöschendorf (230) 16. Puls (623) 17. Reher (776) 18. Schenefeld * (2.468) 19. Siezbüttel (60) 20. Vaale (1.321) 21. Vaalermoor (156) 22. Wacken (1.865) 23. Warringholz (303) - 9. Amt Wilstermarsch (Sitz: Wilster) 1. Aebtissinwisch (62) 2. Beidenfleth (920) 3. Brokdorf (1.044) 4. Büttel (44) 5. Dammfleth (344) 6. Ecklak (362) 7. Kudensee (168) 8. Landrecht (138) 9. Landscheide (242) 10. Neuendorf-Sachsenbande (513) 11. Nortorf (877) 12. Sankt Margarethen (989) 13. Stördorf (120) 14. Wewelsfleth (1.575) |